# Luoyang (socken i Kina, Guangxi)
Luoyang (kinesiska: 洛阳, 洛阳乡) är en socken i Kina. Den ligger i den autonoma regionen Guangxi, i den södra delen av landet, omkring 170 kilometer öster om regionhuvudstaden Nanning.
Genomsnittlig årsnederbörd är 2 399 millimeter. Den regnigaste månaden är maj, med i genomsnitt 397 mm nederbörd, och den torraste är oktober, med 40 mm nederbörd.